# 대런 클라크

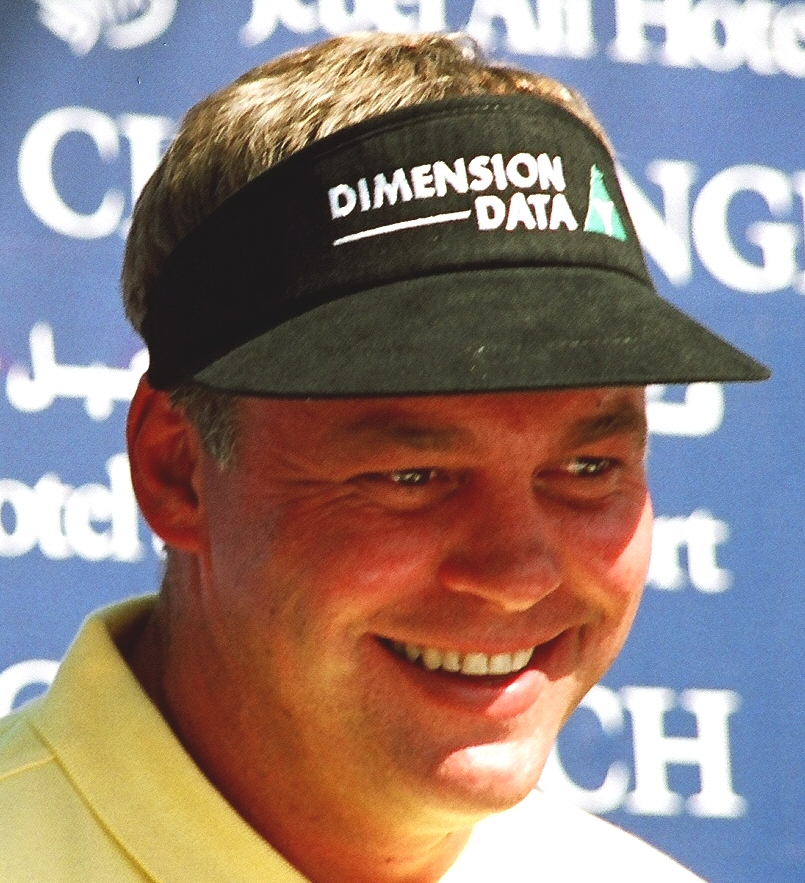
대런 클라크

대런 클라크(영어: Darren Clarke, OBE, 1968년 8월 14일 ~ )는 영국 북아일랜드의 골프 선수이다.

## 상훈

### 서훈
- 2012년 대영 제국 훈장 4등급(OBE) 수훈[1]